# Pardosa bargaonensis
Pardosa bargaonensis là một loài nhện trong họ Lycosidae.
Loài này thuộc chi Pardosa. Pardosa bargaonensis được Pawan U. Gajbe miêu tả năm 2004.